# Projekt Blue Book
Projekt Blue Book byla série systematických studií o UFO prováděná Letectvem spojených států. Projekt začal v roce 1952, jednalo se o druhé obnovení takovéto studie. V prosinci 1969 bylo nařízeno její ukončení, ale projekt fungoval až do ledna 1970.
Cílem projektu Blue Book bylo rozhodnout, jestli UFO představuje hrozbu pro národní bezpečnost. Bylo sebráno a prověřeno tisíce hlášení o UFO. Výsledkem byla Condonská zpráva, na jejímž základě byl projekt v roce 1969 ukončen. Tento projekt byl posledním známým projektem amerického letectva o UFO.
Než projekt v roce 1969 skončil, zaznamenal 12 618 hlášení o UFO a došel k závěru, že většina z nich byla přírodní úkaz (mraky, hvězdy apod.) nebo konvenční letadla. Několik bylo označeno za falešné zprávy. 701 zpráv (asi 6 %) bylo označeno za nevysvětlené. Zprávy byly archivovány a jsou k dispozici na základě amerického zákona o svobodném přístupu k informacím (Freedom of Information Act), ale jména a další osobní údaje byly vyňaty.
I když mnoho lidí přijalo závěr projektu, že na UFO není nic mimořádného, kritici tvrdí, že projekt Blue Book, hlavně ve svých pozdních letech, prováděl pochybný výzkum nebo dokonce zakrýval stopy o UFO. Některé důkazy naznačují, že určité případy o UFO nebyly v Blue Book vůbec zaznamenány, ale že vláda USA i po ukončení projektu stále eviduje případy o UFO i přesto, že tvrdí opak.

## Předchozí projekty
Veřejné studie o UFO byly prvně zahájeny v Projektu Znamení na konci roku 1947 na základě mnoha široce publikovaných zpráv o UFO (viz Kenneth Arnold). Projekt znamení byl zahájen zejména kvůli požadavku generála Nathana Twininga, velitele velitelství leteckého materiálu na letecké základně Wright-Patterson. Tato základna byla také domovem projektu Znamení a dalších oficiálních veřejných vyšetřovaní amerického letectva.
Znamení oficiálně nemělo žádný závěr, co se týče pozorování UFO. Přesto podle kapitána Edwarda J. Ruppelta, prvního ředitele projektu Blue Book, konečný odhad projektu Znamení byl, že létající talíře jsou skutečné stroje, nevyrobené ani Rusy ani Američany a pravděpodobně mimozemského původu. Tento odhad byl předán Pentagonu, ale následně byl zničen generálem Hoytem Vandenbergem, velitelem personálu amerického letectva kvůli údajnému nedostatku fyzických důkazů. Vandenberg následně zrušil projekt Znamení.
Na Projekt Znamení navázal v roce 1948 Projekt Grudge, který měl nařízeno vše vyřešit. Ruppelt ho nazval „temným obdobím“ vyšetřování UFO. Podle očekávání označil Grudge všechna UFO za přírodní jevy nebo jejich špatné vysvětlení, přestože 23 % všech zpráv bylo nevysvětlených.

## Projekt Blue Book

### Kapitán Ruppelt
Podle Ruppelta bylo na konci roku 1951 několik vysoce postavených vlivných generálů amerického letectva natolik nespokojených s vyšetřováním UFO, že zrušili Projekt Grudge a nahradili ho projektem Blue Book na začátku roku 1952. Jedním z nich byl i generál William Garland, který prosadil velmi pečlivé zkoumání, protože UFO sám pozoroval.
Prvním vedoucím projektu byl kapitán Edward J. Ruppelt. Byl to zkušený letec, vyznamenaný během 2. světové války a po válce promoval z aviatiky. Zavedl pojem „neidentifikovaný létající objekt“ aby jím nahradil termíny jako „létající talíř“, „létající disk“ apod., které předtím armáda používala. O několik let později Ruppelt rezignoval a napsal knihu Zpráva o neidentifikovaných létajících objektech, která popisovala výzkum UFO americkou armádou v letech 1947 až 1955.
Ruppelt zavedl několik změn: usměrnil způsob jakým byla UFO hlášena vojenským úředníkům (a vojenskými úředníky) ve snaze zmírnit výsměch zaměřený na svědky UFO. Ruppelt také nařídil vytvoření standardního dotazníku pro svědky ve snaze získat data pro statistickou analýzu. Nařídil institutu Batelle Memorial aby dotazník vytvořila a data pak zpracoval na počítači. Na základě těchto dat provedl institut masivní výzkum ukončený v roce 1954 a známý jako „Zvláštní zpráva projektu Blue Book číslo 14“.
Ruppelt si byl vědom, že frakcionářství poškodilo průběh projektu Znamení, takže se snažil vyhnout všem otevřeným spekulacím, které rozdělily personál projektu Znamení mezi příznivce a kritiky mimozemské hypotézy. Ruppelt bral svou práci velmi vážně. Jestliže někdo z jeho lidí byl příliš skeptický nebo naopak příliš přesvědčený, brzy byl z projektu vyřazen. Ruppelt také vyhledával názory mnoha vědců a expertů a vydával pravidelná tisková prohlášení (stejně jako tajná hlášení pro vojenské zpravodajství).
Během Ruppeltova funkčního období měl on a jeho tým pravomoc vyslechnout každého včetně vojenského personálu, kdo viděl UFO, a nemusel přitom dodržovat hierarchii hodností. To podtrhlo serióznost vyšetřování.
Pod Ruppeltovým vedení projekt Blue Book vyšetřoval mnoho slavných UFO, včetně světel v Lubbocku a široce publikovaného radarového a visuálního kontaktu nad Washingtonem.
Doktor J. Allen Hynek byl vědeckým poradcem projektu. Účastnil se i projektů Znamení a Grudge. Pracoval na projektu až do jeho zrušení a vytvořil kategorizaci, která se rozšířila a dnes je známá jako Blízká setkání. Když začal, byl vyslovený skeptik, ale jeho skepticismus ochabl po několika nevysvětlitelných případech UFO.

#### Robertsonova porota
V červenci 1952, po nahromadění několika stovek vidění UFO, se odehrála série radarových detekcí se současným očitým pozorováním blízko národního letiště ve Washingtonu. Tato pozorování přiměla CIA aby založila porotu vědců vedených doktorem H. P. Robertsonem, fyzikem Kalifornského technologického institutu. Porota se skládala z různých fyziků, meteorologů, inženýrů a astronomů (Hynek). Robertsonova porota se poprvé sešla 14. ledna 1953.
Ruppelt, Hynek a další předvedli nejlepší důkazy včetně videozáznamu z Blue Book. Potom, co strávili pouze 12 hodin procházením záznamů z šesti roků Robertsonova výzkumu, porota prohlásila, že většina UFO má prozaické vysvětlení a že vše se dá vysvětlit během dalšího vyšetřování, které ale podle nich nemá smysl.
V jejich závěrečné zprávě zdůraznili, že množství druhořadých zpráv přetěžuje zpravodajské kanály, což přináší riziko, že může dojít k přehlédnutí možného ohrožení státu. Takže doporučili americkému letectvu, aby bagatelizovalo fenomén UFO a zahájilo kampaň na zmírnění zájmu veřejnosti. Navrhovali zlehčení v médiích, včetně společnosti Walta Disneye, a použití psychologů, astronomů a celebrit, aby fenomén zesměšnili a přinesli prozaická vysvětlení. Dále doporučili sledování civilních UFO skupin, protože „by mohli mít potenciálně velký vliv na veřejné smýšlení… Zjevná nezodpovědnost a podvratné cíle takovýchto skupin musí být vzata na vědomí.“
Mnoho ufologů věří, že Robertsonova porota doporučovala ovládání veřejného názoru programem oficiální propagandy a špehování. Také věří, že tato doporučení ovlivnila způsob vyšetřování UFO až do dneška. Existují důkazy, že doporučení poroty byla provedena nejméně dvě dekády od vydání jejich závěru.
V prosinci 1953 nařízení 146 pro armádu Spojených států zakázalo vojenským osobám hovořit o tajných zprávách o UFO s nepovolanými osobami. Za porušení hrozilo až dvouleté vězení nebo pokuta až 10 000$.

#### Následky Robertsonovy poroty
Ruppelt ve své knize popisuje, že Robertsonova porota způsobila demoralizaci pracovníků projektu Blue Book a omezila jejich vyšetřovací pravomoci. Ihned po doporučeních Robertsonovy poroty vstoupilo platnost nařízení armády 200-2, které zakazovalo publikovat případy o UFO, které ještě nebyly vyřešené a naopak ty nevyřešené utajit.
Ve stejný měsíc začaly vyšetřovací pravomoci přecházet na nově vytvořenou 4602. leteckou výzvědnou eskadru (AISS) letecké obrany. AISS byla pověřena vyšetřením pouze nejdůležitějších případů UFO, které se zároveň dotýkaly národní bezpečnosti. Tyto případy byly projektu Blue Book odebrány a projektu tak zůstaly pouze triviálnější pozorování.
Generál Nathan Twining, který započal projekt Znamení v roce 1947, se stal velitelem personálu letectva. V srpnu 1954 měl více kodifikovat odpovědnost AISS vydáním regulace 200-2. UFO definoval jako „jakýkoliv objekt ve vzduchu, který svým výkonem, aerodynamickými vlastnostmi nebo nezvyklými prvky neodpovídá současně známým typům letadel nebo raket, nebo takový objekt, který se nedá popsat jako známý“. Vyšetřovaní UFO se neslo v duchu národní bezpečnosti a odhalení „technických aspektů“. Regulace 200-2 opět uvedla, že Blue Book smí probírat případy UFO s médii pouze pokud jsou identifikovatelné. Když byly neidentifikovatelné, médiím se mělo jen sdělit, že situace se vyšetřuje. Blue Book měl také za úkol snížit počet nevysvětlených případů.
Toto všechno probíhalo v utajení. Pro veřejnost Blue Book stále oficiálně vyšetřovala, ale ve skutečnosti to byla falešná organizace, která prováděla jen drobné vyšetřování a stala se téměř výhradně veřejným prvkem s nařízením UFO zlehčovat. Například v roce 1956 byl počet nevysvětlených případů roven 0,4%, přičemž několik let předtím jich bylo 20% nebo 30%.
Frustrovaný Ruppelt požádal o přeložení; při jeho odchodu v roce 1953 byli u projektu jen dva lidé a on, přičemž na počátku jich bylo více než 10. Ti, co ho následovali ve vedení projektu Blue Book, byli buď apatičtí nebo vyloženě nepřátelští k tématu UFO nebo byli omezeni nedostatečným financováním a oficiální podpory.
Období kapitána Rupperta je považováno za vrchol veřejného vyšetřování UFO, kdy bylo vyšetřování vedeno vážně a mělo podporu na vysokých místech. Po něm se projekt Blue Book dostal do nového „Období temna“, ze kterého se už nikdy nedostal. Ale Ruppelt sám později přijal pohled projektu Blue Book, že na UFO nic není, dokonce UFO nazval „Mýtem vesmírného věku“.

### Kapitán Hardin
V březnu 1954 byl do čela projektu Blue Book postaven kapitán Charles Hardin. Přesto většinu vyšetřování UFO prováděla AISS a Hardin nenamítal. Ruppelt napsal, že Hardin „si myslí, že každý kdo se zajímá o UFO je blázen. Nudilo ho to.“
V roce 1955 se letectvo rozhodlo, že cílem Blue Book je minimalizovat počet nevysvětlených pozorování. Koncem roku 1956 se počet nevysvětlených pozorování pohyboval kolem 1%.

### Kapitán Gregory
Kapitán George T. Gregory převzal vedení projektu v roce 1956. Gregory vedl Blue Book v ještě větší anti-UFO míře, než Hardin. AISS bylo zrušeno a vyšetřováním byla pověřena 1066. eskadra letectva.
Ve skutečnosti probíhalo malé nebo žádné vyšetřování UFO; nařízení 200-2 říkalo, aby byl počet nevysvětlených pozorování co nejmenší.
Jedním ze způsobů, jak Gregory snížil počet nevysvětlených UFO bylo prosté přejmenování. „Možné“ se stalo „pravděpodobným“ a pravděpodobné se stalo jistým. Touto logikou se možná kometa stala pravděpodobně kometou, zatímco pravděpodobná kometa se stala prostě kometou. Podobně když svědek vypověděl o objektu ve tvaru balónu, byl objekt zapsán jako balón bez dalšího popisu. Tyto postupy se u dalších vyšetřování staly klasickými.

### Major Friend
Major Friend vedl projekt od roku 1958. Snažil se zvrátit směr, kterým se Blue Book vydal po roce 1954. Jeho snaha o vylepšení údajů a katalogů byla ale podkopána nedostatkem financování nebo pomoci.
Posílen Friendovou snahou Hynek zorganizoval několik setkání mezi lidmi z Blue Book a ATIC. Hynek navrhl, že některá starší pozorování UFO by měla být přehodnocena s předstíranou snahou udělat z nevysvětlených případů vysvětlené. Hynkovy plány nevyšly.
Během Friendovy éry ATIC zvažoval převzetí dohledu nad Blue Book k jiné letecké agentuře, ale ani letecký výzkum ani informační kancelář letectva neměla zájem.
V roce 1960 proběhlo slyšení v kongresu ohledně UFO. Civilní výzkumná skupina NICAP veřejně obvinila Blue Book, že utajuje důkazy o UFO a také se jí podařilo získat několik spojenců v Kongresu. Blue Book byla prošetřena Kongresem a CIA. Kritikové naznačovali, že Blue Book není vědeckou studií. Výsledkem bylo rozšíření personálu projektu a zvýšení jejich rozpočtu. To kritiky utišilo, ale jen dočasně. Než byl Friend v roce 1963 z projektu přeložen jinam, už si sám myslel, že by bylo lepší projekt rozpustit i přes protesty veřejnosti.

### Major Quintanilla
Major Hector Quintanilla se stal vedoucím projektu Blue Book v roce 1963. Dále pokračoval ve snaze všechny případy rychle objasnit a proto za jeho vedení projekt obdržel nejostřejší kritiku. UFO badatel Jerome Clark šel tak daleko, že napsal že Blue Book „ztratila všechnu hodnověrnost.“
Fyzik a UFO badatel James Mc Donald jednou prohlásil, že Quintanilla není „kompetentní“ vést tento projekt jak z vědeckého tak vyšetřovacího hlediska. Také ale poznamenal, že by Quintanilla za to neměl být odpovědný, protože projekt mu byl svěřen rozkazem on vyššího důstojníka a on tedy jen dodržoval rozkazy.
Vysvětlení v Blue Book nebyla obecně přijímána, přesto někteří kritikové (včetně vědců) naznačovali, že Projekt Blue Book byl zapojen do sporného výzkumu nebo dokonce do zahlazování stop. Tato kritiky byla obzvláště silná kolem roku 1960.
Pro příklad – mnoho – většinou nočních – pozorování UFO na středozápadě a jihovýchodě USA v létě 1965: Svědci v Texasu nahlásili „mnohobarevná světla“ a velké létající objekty ve tvaru vejce nebo diamantů. Dálniční hlídka v Oklahomě ohlásila, že letecká základna Tinker (blízko města Oklahoma) sledovala až čtyři UFO najednou. Některá UFO prý velice rychle měnila výšku: z 6 000 metrů na 1 200 během několika sekund. Meteorolog z Kansasu oznámil, že na radaru určeném ke sledování počasí sledoval několik podivných objektů letících ve výšce od 1 800 do 2 700. Tyto a další zprávy měli velkou publicitu.
Projekt Blue Book oficiálně určil, že pozorovatelé si objekty popletli s Jupiterem nebo jasnými hvězdami.
Vysvětlení od Blue Book bylo hodně kritizováno a označeno za nepřesné. Robert Riser, ředitel planetária Oklahoma Science and Art Foundation Planetarium projektu Blue Book doslova vynadal: „Dál od pravdy už to vysvětlení být nemůže. Tyto hvězdy a planety jsou v tomto ročním období na druhé straně světa než je Oklahoma. Letectvo muselo mít svoji hvězdnou mapu vzhůru nohama.“
Noviny Richmond News Leader napsaly, že „Snaha takto nelogicky vysvětlit ona pozorování, jak nám to ukazuje Projekt Blue Book nic nevyřeší… a poslouží pouze k posílení podezření, že je zde něco, o čem letectvo nechce abychom věděli.“ Reportér z Wichity zase napsal: „Normální radar přece nezachycuje hvězdy a planety.“
Dalším kritizovaným případem je pronásledování UFO v Portage County. Začalo asi v 5 hodin ráno blízko města Ravenna v Ohiu 17. dubna 1966. Policisté Dale Spaur a Wilbur Neff zahlédli něco, co popsali jako diskovitý stříbrný objekt s jasným světlem vycházejícím z jeho spodku v asi 300 metrové výšce. Začali objekt sledovat (objekt různě měnil výšku, klesl až na 150 metrů) a do sledování se zapojila i policie z ostatních jurisdikcí. Pronásledování skončilo asi po 30 minutách u města Freedom v Pensylvánii o 136 km dál.
Pronásledování UFO se dostalo do televize a policisté podali podrobné zprávy projektu Blue Book. Za pět dnů, po krátkých rozhovorech s pouze jedním z policistů (a bez ostatních svědků), major Quintanilla vyhlásil výsledek vyšetřování: Policisté (jeden z nich byl veterán Války ve Vietnamu) nejdříve pronásledovali komunikační satelit a potom Venuši.
Tento závěr byl terčem výsměchu veřejnosti a policisté ho jasně odmítli. Ve svém nesouhlasném závěru Hynek popsal závěry Blue Book jako absurdní, protože ve svých zprávách policisté nevědomky popsali Měsíc, Venuši a UFO: poznamenali, že to ráno byla vedle Měsíce jasná hvězda - Venuše. Kongresman za Ohio William Stanton řekl, že „letectvo utrpělo velkou ztrátu prestiže v očích veřejnosti… Jakmile si lidé pověření veřejnou péčí přestanou myslet, že národ neunese pravdu, potom národ přestane věřit vládě.“
V září 1968 obdržel Hynek dopis od plukovníka Raymonda Sleepera z Divize cizích technologií. Sleeper poznamenal, že Hynek veřejně obvinil Blue Book z chatrného výzkumu a dále ho požádal o radu, jak může Blue Book vylepšit své metody. Hynek později prohlásil, že to bylo poprvé za jeho 20 let spolupráce s letectvem, kdy byl oficiálně požádán o kritiku a radu o UFO.
Hynek napsal detailní odpověď, kde navrhl několik oblastí, kde se má Blue Book zlepšit:
- A. Ani dvě mise Blue Book (určení zda je UFO hrozbou pro národní bezpečnost a použití vědeckých dat získaných v projektu) nejsou správně provedené.
- B. Personál Blue Book je nedostačující jak v počtu tak vědeckém vzdělání.
- C. Blue Book trpí… tím, že je to uzavřený systém… neexistuje komunikace mezi Blue Book a vnějším vědeckým světem…
- D. Statistické metody používané v projektu jsou parodií.
- E. Důležitým případům o UFO se nevěnuje pozornost… příliš mnoho času s stráví u rutinních případů… a nedůležitých stycích s veřejností. Pozornost zaměřte na dvě až tři důležitá pozorování za měsíc místo 40 až 70 případy za měsíc.
- F. Informace zadávané do Blue Book jsou hrubě nepřesné. Blue Book je zatěžována neustálou neschopností získat adekvátní informace z místních leteckých základen
- G. Obecný přístup k projektu je nelogický a nevědecký.
- H. Nevyužit je i projektový vědecký poradce (Hynek sám). Jsou mu předkládány jen případy, které projektový dohled považuje za důležité. Jeho pracovní rozsah… je neustále omezován. O důležitých případech se dozví jeden až dva měsíce po jejich zapsání do projektu.

I přes Sleeperovu žádost o radu, nebyla provedena ani jedna změna podle Hynkových doporučení.

### Condonova komise
Kritika Blue Book postupně narůstala. Počet členů NICAP se nafoukl na 15 000 a skupina obvinila vládu Spojených států z utajování informací o UFO.
Po slyšeních v kongresu byla v roce 1966 založena Condonova komise jako neutrální vědecké výzkumné těleso. Komise se ale dostala do sporů, někteří členové totiž obviňovali jejího ředitele Edwarda U. Condona ze zaujatosti.
Nakonec komise prohlásila, že na UFO není nic podivného a že se nevyplatí UFO dále zkoumat.

### Závěr
Podle prohlášení Condonské komise z 17. prosince 1969 tajemník letectva Robert C. Seamans uvedl, že projekt Blue Book bude brzy ukončen, protože další vyšetřování „se nedá oprávnit ani z hlediska národní bezpečnosti a ani z vědeckého hlediska.“
Záznamy projektu Blue Book byly odeslány od archivů letectva na letecké základně Maxwell v Alabamě. Major David Shea později uvedl, že Maxwell byla vybrána protože byla „přístupná ale ne zvoucí.“
Na závěr projekt Blue Book uvádí, že UFO je výsledkem:
- mírné formy masové hysterie.
- jednotlivců, kteří vyrábí takové zprávy aby mystifikovali nebo kvůli své publicitě.
- psychopatologických osob.
- nerozpoznáním různých obvyklých objektů.

Tyto oficiální závěry přímo popíraly Zvláštní zprávu číslo 14 projektu Blue Book, kterou letectvo samo vydalo. Psychologické faktory a mystifikace tvořili jen 10% všech případů a 22% případů, konkrétně těch lépe zdokumentovaných, zůstalo nevyřešených.
V dubnu 2003 americké letectvo veřejně naznačilo, že nemá v plánu obnovit oficiální vládní výzkum UFO.

## Současný oficiální postoj USAF k UFO
Následuje přepis zprávy USAF o UFO.
Od roku 1947 do roku 1969 letectvo vyšetřovalo UFO v projektu Blue Book. Projekt se sídlem na Letecké základně Wright-Patterson v Ohiu byl ukončen 17. prosince 1969. Bylo zaznamenáno 12 618 pozorování, z toho 701 zůstalo nevysvětlených.
Rozhodnutí nepokračovat ve vyšetřování UFO bylo založeno na zprávě připravené Univerzitou Colorado nazvanou "Vědecká studie o neidentifikovaných létajících objektech; dále na zhodnocení zprávy Univerzity Colorado Národní akademií věd; a předchozích studiích o UFO a zkušenostech letectva z vyšetřování UFO během let 1940 až 1969.
Výsledkem těchto pozorování, studií a zkušeností získaných z vyšetřování UFO od roku 1948 byly následující závěry projektu Blue Book:
- Žádné pozorované, vyšetřované a letectvem zhodnocené UFO nikdy neznamenalo ohrožení národní bezpečnosti.
- Neexistují důkazy letectvu dodané nebo letectvem objevené, že pozorování označená jako „neidentifikovaná“ znamenají přítomnost technologií nebo principů mimo dnešní vědecké znalosti.
- Neexistují důkazy, že pozorování označená jako „neidentifikovaná“ jsou mimozemská plavidla.

Zrušením projektu Blue Book byla zrušena i nařízení letectva o zahájení a průběhu programu pro vyšetřovaní UFO. Dokumentace týkající se dřívějších vyšetřování byla permanentně převedena do Národních archivů, kde je k dispozici veřejnosti.
Od zrušení Blue Book se neobjevilo nic, co by podpořilo obnovení vyšetřování UFO letectvem. Vzhledem ke klesajícímu rozpočtu na obranu je nepravděpodobné, že by se letectvo zapojilo do tak nákladného projektu v dohledné budoucnosti.
Existuje mnoho univerzit a profesionálních vědeckých organizací, které se zabývají fenoménem UFO na svých pravidelných setkáních a seminářích. Zájem a občasné projednávání zpráv o UFO soukromými skupinami zajišťuje, že důkazy nejsou vědeckou společností přehlíženy. Osoby, které chtějí nahlásit pozorování UFO, by se měly obrátit na úřady místní správy.
Prohlášení letectva z 20. října 1969 podepsané brigádním generálem C. H. Bolanderem říká, že i po ukončení projektu Blue Book „se bude s hlášeními o UFO nakládat podle standardních postupů letectva navržených pro tyto záležitosti.“ Bolander dále napsal, že „Zprávy o neidentifikovaných létajících objektech, které mohou ovlivnit národní bezpečnost… nejsou součástí projektu Blue Book.“ Dodnes jsou takové vyšetřovací kanály, agentury nebo skupiny neznámé.

## Zvláštní zpráva Projektu Blue Book č. 14
Koncem prosince 1951 se Ruppelt setkal se členy institutu Batelle Memorial. Ruppelt žádal jeho experty, aby mu pomohli udělat výzkum UFO vědečtější. Byl to právě tento institut, který vymyslel standardní formulář o pozorování. Koncem března 1952 začal institut analyzovat existující zprávy o pozorování UFO a asi 30 různých pozorovaných charakteristik zakódoval na děrné pásky IBM pro pozdější počítačové zpracování.
Zvláštní zpráva Projektu Blue Book č. 14 byla masivní statistická analýza případů Blue Book. Do svého ukončení v roce 1954 obsahovala zpráva 3 200 případů. Dodnes je to největší zpráva svého druhu. Institut zaměstnal čtyři vědce, kteří se snažili případy rozdělit na „známé“, „neznámé“ a „nedostatek informací.“ Známé a neznámé dále rozdělili do čtyř skupin podle kvality, od excelentní pro špatné. Například excelentní zprávy pocházely od zkušených vědců jako jsou dopravní piloti, cvičení vojáci nebo skupiny lidí, nebo byly podloženy fotkami, radarovým pozorováním apod. Aby byla zpráva označena jako „známá“, museli se na vysvětlení shodnout dva vědci. Ale aby byla označena jako „neznámá“, museli se shodnout všichni čtyři vědci, čili toto kritérium bylo dosti přísné.
Pozorování byla dále rozdělena podle šesti kritérií: barvy, počtu, délky pozorování, jasu, tvaru a rychlosti. Tyto charakteristiky byly potom porovnávány s „známými“ a „neznámými“ případy pro odhalení případné statistické závislosti.
Hlavní výsledky statistické analýzy jsou následující:
- Přibližně 69 % případů bylo posouzeno jako „známý“ nebo rozpoznaný; 9 % spadalo do kategorie „nedostatek informací“; 22 % bylo určeno jako „neznámý.“ Původní vyšetřování letectva mělo 28 % případů neznámých, ale i 22 % je stále velká část.
- V kategorii „známý“ se v 86 % jednalo o letadla, balóny nebo astronomické jevy. Jen 1,5 % všech pozorování bylo posouzeno jako psychologické. Kategorie „různé“ obsahovala 8 % všech zpráv a zahrnovala možné podvody.
- Čím vyšší kvalita případu, tím spíše byl takový případ označen jako „neznámý.“ 35 % všech excelentních zpráv bylo posouzeno jako neznámé, zatímco za neznámé bylo označeno jen 18 % špatných zpráv. Toto byl naprosto opačný výsledek než očekávali skeptici, kteří se obvykle dohadovali, že „neznámé“ jsou slabší kvality od nespolehlivých svědků, které by se daly vyřešit kdyby byly k dispozici lepší informace.
- Ve všech šesti studovaných charakteristikách pozorování se „neznámé“ silně statisticky lišily od „známých“: pět ze šesti použitých charakteristik má šanci odlišit „známé“ od „neznámých“ menší než 1 %… v případě všech šesti charakteristik je tato šance menší než 1 k miliardě.

I přes tyto výsledky je v závěru zprávy uvedeno, že „je vysoce nepravděpodobné aby jakákoliv z těchto zpráv o UFO… skutečně znamenala přítomnost technických vynálezů mimo možnosti současných znalostí.“ Několik badatelů včetně Dr. Bruce Maccabeeho, který data důkladně kontroloval, poznamenalo, že závěry vědců jsou obvykle v souladu s pravděpodobnostmi jejich vlastních statistických výsledků prezentovaných v 240 tabulkách, grafech a mapách. Někteří se domnívají, že vědci prostě měli problémy s přijetím svých vlastních výsledků nebo napsali svoje závěry tak, aby odpovídaly politickému klimatu kolem projektu Blue Book po Robertsonově porotě.
Když v říjnu 1955 letectvo konečně představilo Zvláštní zprávu č. 14 veřejnosti, tvrdilo, že zpráva vědecky potvrdila neexistenci UFO. Kritikové říkají, že zpráva naopak dokázala, že „neznámé“ jsou jasně statisticky odlišné od „známých“. Letectvo také nepřesně tvrdilo, že jen 3 % případů jsou nevysvětlené namísto 22 %. Dále tvrdí, že ta zbylá 3 % by odpadla, kdyby měli úplné informace. Kritikové odporují tím, že už při třídění zpráv byly takové případy zařazené do kategorie „nedostatečné informace“, přičemž jak „známé“ tak „neznámé“ byly případy s dostatkem informací pro rozhodnutí. A také „neznámé“ byly obvykle kvalitněji doložené případy (měli lepší informace i svědky).
Výsledky monumentálního výzkumu Batelle Memorial zhodnotil v roce 1979 francouzský GEPAN zprávou, ve které prohlásil, že asi čtvrtina z 1 600 pečlivě studovaných případů UFO postrádala vysvětlení a prohlásila „Tyto případy… jsou opravdovou otázkou.“ Když v roce 2004 ukončila svou činnost SEPRA, následník GEPANu, bylo analyzováno už 5 800 zpráv a počet nevysvětlených klesl na 14 %. Hlava SEPRA, profesor Jean-Jacques Velasco, shledal ve zbylých nevysvětlených zprávách dostatek důkazů o mimozemském původu dostatečně přesvědčivých, že o tom napsal knihu.

## Hynekova kritika
Hynek byl spolupracující člen Robertsonovy poroty, která doporučila nadlehčování fenoménu UFO. O několik let později se ale jeho názor na UFO změnil a považoval jej za nevyřešenou záhadu, která zasluhuje vědeckou pozornost. Jako jediný vědec zapojený do vyšetřování UFO americkou vládou od začátku až do konce mohl nabídnou jedinečný pohled na Projekt Znamení, Grudge a Blue Book.
Hynek se zbavil iluzí o projektu Blue Book a začal ho obviňovat z lhostejnosti, neschopnosti a povrchního studia ze strany letectva. Hynek poznamenává, že během svojí existence kritikové nazývali Blue Book „společností pro vysvětlování nevyšetřeného.“
Projekt vedl Ruppelt, potom kapitán Hardin, kapitán Gregory, Major Friend a nakonec major Hector Quintarilla. Hynek měl milá slova jen pro Ruppelta a Frienda. O Ruppeltovi napsal „Z mých setkání s ním jsem zjistil, že je čestný a vážně zaujatý celým fenoménem.“ O Friendovi napsal, že "Ze všech důstojníků, se kterými jsem pracoval v Blue Book, si Friend získal můj respekt. Jakékoliv soukromé názory, které mohl mít, byl úplným a praktickým realistou. Uvědomoval si hranice svého úřadu, ale přesto se choval důstojně a bez nabubřelosti, která byla charakteristická pro několik jiných vedoucích Blue Book."

## Fikce kolem Blue Book

### Projekt UFO
Projekt Blue Book se stal inspirací pro TV show Projekt UFO z let 1978–1979, která se měla zakládat na případech z Projektu Blue Book. Přesto show často vystupovala proti aktuálním závěrům projektu a při mnoha příležitostech naznačovala, že mnoho pozorování bylo vidění skutečných mimozemšťanů.